# MCM (chaîne de télévision)
Pour les articles homonymes, voir MCM.
MCM initialement Monté-Carlo Musique créée en juillet 1989 puis rebaptisée Ma Chaîne Musicale en 1992, est une chaîne de télévision musicale privée française. À son lancement, elle est retransmise par les émetteurs terrestres de la chaîne monégasque Télé Monte Carlo ainsi que sous le nom MCM programme Euromusique, par les bouquets de télévision par satellite et sur le câble. La société est successivement contrôlée par Europe 1 Communication puis à partir de 2019, par le Groupe M6 lui-même appartenant au groupe allemande RTL group.

## Histoire

### 1989-1992: programme musical de Télé Monte-Carlo (TMC)
Dans les années 1980, le paysage audiovisuel français est bouleversé, à la suite de l'arrivée des chaînes notamment privées commerciales à diffusion nationale comme Canal+ en 1984 puis La Cinq et TV6 en 1986, suivies de la privatisation de TF1 en 1987 et l'arrivée de La Sept / Arte. Les deux chaînes privées périphériques Télé Monte-Carlo (TMC) dans le sud-est et RTL Télévision dans le nord-est ne sont plus seules face au monopole du service public français; elles doivent dès lors partager le gâteau publicitaire avec les nouvelles venues.
En 1987, TMC entame cinq années de traversée du désert; les programmes et les investisseurs se faisant rares depuis l'échec de la vente de TMC et RMC par la Sofirad en 1987. La nouvelle chaîne M6 dont les émetteurs dans le sud de la France ne sont pas encore totalement déployés, s'intéresse au réseau d'émetteurs de TMC pour accroitre sa couverture de diffusion sur cette zone. M6 souhaite faire de TMC une chaîne affiliée à son réseau national pouvant proposer par décrochage, un programme local de complément à l'antenne nationale.
Dès le 12 mai 1988, TMC reprend le signal de M6 laquelle au delà de Marseille, ne dispose pas encore d'émetteurs dans le sud de la France. TMC limite sa grille de programmes originaux de 10 h 30 à 11 h et de 18 h 15 à 20 h. Toutefois, 13 mois plus tard le 1er juillet 1989, alors que M6 a renforcé ses propres émetteurs pour couvrir ce territoire, le partenariat avec TMC est interrompu,.
À cette époque, Télé Monte-Carlo (TMC) joue un rôle important dans la production de contenus musicaux. La chaîne accueille de nombreux musiciens sur ses plateaux d'émissions télé. TMC met à disposition ses installations pour la création de performances musicales filmées ou des clips vidéo. Ces séquences principalement réalisées en playback, procurent aux artistes, une plateforme à moindre frais pour promouvoir leur musique. Ces émissions sont souvent parmi leurs premiers passages à la télévision.
TMC s'inspire de son émission Des Clips et des Claps, présentée par Valérie Payet et qui remporte un large succès auprès du public du sud-est, pour créer et mettre à son antenne Monte-Carlo Musique (MCM), un programme musical sur le modèle d’une MTV à la française intitulé « Euromusique » co-créé par Europe 1 Communication (via sa filiale Euromusique) et Télé Monte-Carlo. Valérie Payet est la première présentatrice de la chaîne, dont le slogan est « Monte-Carlo Musique, la plus FM des télés ». Ce programme musical de clip et de dédicace est diffusé toute la journée à l'antenne, à partir du 1er juillet 1989, sauf en soirée où TMC diffuse ses propres programmes. Ce reformatage de l'antenne permet à TMC d'augmenter sa diffusion par satellite et par câble en France, Suisse et en Belgique, en tant que chaîne musicale française.
Les séquences vidéo initialement produites pour TMC, constituent une part importante de la programmation de clips sur MCM à ses débuts. Cette synergie permit d'enrichir le catalogue de clips disponibles pour la diffusion, à une époque où la production de vidéos musicales dédiées n'est pas encore systématique dans l'industrie musicale française.
À partir de juin 1990, le programme MCM est également télédiffusé sur les aglomérations de Lyon et de Toulouse par les émetteurs des chaines locales de TLM (Lyon) et TLT (Toulouse), avec des décrochages sur le même principe que celui de TMC,.

### 1989-1992: Lancement de la chaîne MCM par satellite puis sur le câble
Depuis 1989, sous la dénomination provisoire « Euromusique », le programme musical de MCM est diffusé par satellite dans la nouvelle norme de télédiffusion D2 Mac, sur les satellites TDF 1 et 2. Ces émissions par satellite peuvent être reçue en clair mais nécessitent un récepteur compatible avec cette nouvelle norme ou le décodeur Decsat de Canal+ et une antenne satellite compacte ou un terminal Visiopass pour les abonnés aux câble. Toutefois, ces satellites subissent de graves pannes et MCM doit se résoudre à trouver des alternatives, face à sa concurrente anglophone MTV.
Lagardère SCA (au travers d'Europe 1 Communication et sa filiale Euromusique), décide en 1992 de faire du programme musical MCM, diffusé jusqu'à présent par satellite et repris sur la chaîne TMC (et TLM), une chaîne thématique musicale à part entière, diffusée notamment sur le nouveau bouquet Canalsatellite dont Lagardère SCA est l'un des actionnaires. La diffusion du programme MCM sur la chaîne TMC et sur la chaîne TLM est alors interrompue, à la fin de l’été 1992.
Le 14 septembre 1992, la chaîne MCM exploite son propre canal dans le nouveau bouquet Canalsatellite, l’acronyme MCM signifiant désormais Ma Chaîne Musicale ainsi que sur certains réseaux câblés. MCM est la deuxième chaîne nationale musicale créée en France après TV6. 
Avec l'arrivée de la technologie numérique à l'été 1996, MCM rejoint l'offre du bouquet Canalsat numérique.
MCM Euromusique sibit des difficultés financières au cours de ses premières années d'existence. La chaîne musicale française enregistre des pertes de 23 millions de francs en 1992, suivies de 19,4 millions de francs en 1993.
En 2001, une déclinaison de la chaîne principale voit le jour, sous le titre MCM 2. Elle est transformée en MCM Pop en novembre 2003, lorsqu’une nouvelle déclinaison est créée, sous le nom MCM Top. C'est la création du pôle MCM.
La chaîne connaît aussi des déclinaisons nationales et internationales. Une variante de la chaîne consacrée au R&B et baptisée MCM Africa est créée en 1994; elle est revendue en 2002, au groupe Alliance Trace Media pour devenir Trace TV. En Belgique, la variante belge de MCM est lancée le 2 mars 2002 : MCM Belgique, elle cesse sa diffusion le 31 décembre 2009.

### 2005: Déclinaison sur la TNT et changement de programmation
Le CSA lance un appel à candidatures pour sélectionner des nouvelles chaînes nationales qui seront diffusées sur la télévision numérique terrestre française à partir de 2005. Le groupe MCM propose une chaîne musicale sur le modèle de sa chaîne MCM et son projet est retenu. Baptisée initialement « iMCM », la chaîne est lancée sur la TNT sous le nom Europe 2 TV, le 17 octobre 2005, elle est ensuite rebaptisée Virgin 17, le 1er janvier 2008. Le groupe MCM revend la chaîne en 2010 au groupe Bolloré qui la remplace par Direct Star.
En 2005, MCM choisit un nouvel habillage et une nouvelle formule de programmation. Ainsi, elle modifie ses programmes en abandonnant ses clips diffusés 24 h/24, par des émissions conçues aux États-Unis mais adaptées au public français. La chaîne abandonne aussi son logo boule datant de 1995.
Le 1er juillet 2009, MCM célèbre ses 20 ans d’existence.
Le 1er septembre 2010, MCM adopte le format 16/9.
Le 7 janvier 2013, le conseil supérieur de l'audiovisuel (CSA) publie l'autorisation du repositionnement de la programmation initiale de la chaîne MCM, en direction d'un public plus masculin de 15 à 34 ans.
Le 1er octobre 2014 à 23 h 59, la déclinaison MCM Pop change une nouvelle fois de nom (précédemment MCM2). Le programme RFM TV est alors officiellement relancé le 2 octobre 2014, reprenant quasiment le même modèle de programme que MCM Pop.
Le 2 octobre 2017, la chaîne change d'habillage, de logo mais également de slogan. La grille des programmes est légèrement modifiée avec notamment Ultra Tubes qui devient Don't Stop the Music, Certifié Classic qui devient Classic Rap, Ultra Trendy qui devient Trendy ou encore Ultra Electro qui devient Electro. La déclinaison MCM Top change elle aussi, d'habillage ainsi que de logo.

### 2019: prise de contrôle par le Groupe M6
Le 24 mai 2019, le groupe Lagardère Active annonce la signature du contrat de cession de son pôle télévision au Groupe M6, qui rassemble la chaîne gratuite Gulli et les chaînes payantes Canal J, TiJi, MCM, MCM Top et RFM TV. La chaîne MCM appartient désormais au Groupe M6 depuis le 2 septembre 2019.
Depuis le 5 mars 2021, la programmation musicale de Don't Stop The Music a changé, elle est axée pop urbaine. Le bloc est renommé La Zone à la mi-septembre 2021.
Le 25 avril 2024, la chaîne change d'habillage lors de la diffusion des clips pour adopter le même que ceux utilisés sur les autres chaînes du Groupe M6 depuis le 26 septembre 2024.
À compter du 30 juin 2022, la chaîne musicale est censée quitter Les Offres Canal+ mais le Groupe M6 et le Groupe Canal+ réussisent à trouver un accord de distribution. Canal J, TiJi, RFM TV et MCM poursuivent leur diffusion au sein de Les Offres Canal+.

## Identité graphique

Logo de 1989 à 1991.
Logo de 1991 à 1997.
Logo de 1997 à 2000.
Logo de 2000 au 27 août 2004.
Logo du 28 août 2004 à 2010.
Logo de septembre 2010 au 2 octobre 2017.
Logo depuis le 2 octobre 2017.

### Voix Antenne
- Frédéric Souterelle (2003-2007)
- Mark Lesser (depuis 2010)
- Benjamin Bollen (depuis 2023)
- Emma Deschandol (depuis 2023)

## Slogans
- 1989 - 1992 : « Monte-Carlo Musique puis Ma chaîne musicale ; MCM, la plus FM des télés ».
- 1992 - 2004: « La chaîne musicale ».
- 2004 - 2016 : «La chaine 100 % musicale ».
- 2016 - 2 octobre 2017 : « La chaîne 100 % musique »
- Depuis le 2 octobre 2017 : « Pop Culture Television »

## Animateurs

### Animateurs actuels
- Joe Hume et Nico Prat

### Anciens animateurs
- China Moses : Blah Blah Groove
- Justine Fraioli : Listomania
- Cyril Hanouna
- Manu Levy et Florian Gazan : Gamix
- Valérie Bègue : Les 20 spots les plus incroyables du monde
- Julien Mahet : Juke Box
- FON alias François Olivier Nolorgues : Le Journal de la musique, MCM session
- Jacky Jaillet : Zoom Zoom puis Zoom²
- Édouard Marquis : NetSurfeur, NetSurf, NetZik, La Nuit du Net & La Nuit du Net 2
- Ness : Y'a débat,Manga zone, Plein d'épices, Top 50
- Charles Werquin : Chroniqueur NetSurf & Même endroit même heure, coprésentateur de Replay
- Alex Jaffray : Private jack
- Francis Zegut : Rock Legend, Blah Blah Métal
- Lynda Lacoste : Top Hits, Le Mag
- Christian David : L'invité de marque, Le Mag
- Fabrice Delobette : L'agenda ciné
- Marc Toesca : L'invité de marque
- Laurence Romance : La romance des indés
- Malher : Allo Malher
- Loan Mas : Subculture
- Delphine Benattar : Clap
- Pascal Gigot
- Miguel Derennes
- Jessyca Falour : Futile utile & Plein d'épices
- Sébastien Cauet : Cauetivi
- Julien Courbet
- France Swimberge
- Fred Haffner
- Marco Legout : Les News Musicales
- Rémi Gaillard
- Philippe Krootchey : Blah-Blah Groove
- Anne-Gaëlle Riccio : MCM Home Vidéo, Le journal de la musique, Le Hit & L'Intégrale, VJ 80, Zapping Music, Gamix
- Sabine Graissaguel : Top 50
- Olia Ougrik : Clipline, Top 50
- Adrien Lemaître : Clipline, Top 50
- Valérie Bénaïm : Cinémascope
- Vérane : Cinémascope
- Mallaury Nataf : Cinémascope
- Linda Lorin : Cinémascope
- Delphine Lopez : Médiamag
- Laurent Petitguillaume : Radio Mag
- David Alcalay : Les yeux ont des oreilles
- M. Pokora : La vie de... M.Pokora
- Ortal : La vie de... Ortal
- David Coudyser : L'Incrust
- Sandy Bogart : L'Incrust
- Dove Attia : La vie de... Dove Attia
- Alex Billy : Replay
- Sandrine Vendel : Top 50
- Julie Ricci : Poker chez la voisine
- Noémie Alazard : Ultra Manga
- Stanislas Dutillieux : Top 50
- Ariane Brodier : Music Strip
- Miko et Cartman : Miko et Cartman sans surveillance
- Katsuni : Les mangas sexy de Katsuni
- Laurent Baffie : Baffie, c'est quoi ce bordel ?
- Max Campo & Richard Sette : Ring of Honor
- Estelle Desanges : Sexy Night Fever
- Ayem Nour : L’œil d'Ayem à Cannes
- Jordan : MCM Top

## Pôle TV musicale
Le groupe MCM est constitué de 3 chaînes :
- MCM
- RFM TV (créée en 2001, ex MCM2 et MCM Pop)
- MCM Top (créée en novembre 2003)

Anciennes chaînes du groupe MCM:
- MCM Africa (renvendue en 2002 pour devenir Trace TV/Trace Urban)
- MCM Belgique (qui s'arrêta le 31 décembre 2009)
- MCM2 / MCM Pop (remplacée par MCM Pop en 2003, puis remplacée par RFM TV en 2014)
- Europe 2 TV / Virgin 17 (remplacée par Virgin 17 le 1er janvier 2008, puis revendue en 2010 pour devenir Direct Star)

## Programmes
Après avoir été une chaîne dédiée essentiellement aux clips, MCM allie la musique (concerts et clips), les émissions thématiques, les films et les séries comme One Piece, Bleach, Death Note, Black Butler, Little Britain USA, Robot Chicken, Le cœur a ses raisons, Les Boloss : Loser attitude, Ring Of Honor… MCM diffuse aussi des cérémonies telles que les Brit Awards. MCM a repris la mythique émission de classement de vente de disques de Canal+, le Top 50, diffusée tous les jours depuis 2003. Actuellement[Quand ?], la programmation nocturne et matinale est musicale et celle de l'après-midi et de la soirée est plutôt orientée vers les séries.
À partir de 2023, la chaîne de la pop culture délaisse l'animation américaine pour ne diffuser que Pokémon, Seal Team, des clips et, en soirée, des téléfilms de science-fiction majoritairement thématisés série Z. 

### Émissions

#### Émissions
Musicales
- Made In France : playlist de clips francophones (du mardi au dimanche de minuit à 2 h, le lundi de 1 h à 2 h du matin).
- Best Of : meilleurs de clips francophones d'un artiste (tous les jours de 2 h à 3 h du matin).
- Classics : playlist de clips francophones des années 1990, 2000 et 2010 (tous les jours de 3 h à 6 h du matin).
- La Zone : playlist (du lundi au vendredi de 6 h à midi et 16 h 40 à 18 h 20 et le weekend de 6 h à 10 h).

Autres émissions
- Face Off : émission de télé-réalité.
- Drag Save The Queen: émission de télé-réalité
- Les reines du shopping : émission du shopping

#### Animes
- Pokémon

### Programmes disparus
Séries, animes
- Bleach
- Dragon Ball
- Dragon Ball Z
- Fear Itself
- Friends
- Funky Cops
- H
- Métal Hurlant Chronicles
- One Piece
- Chobits
- GTO (Great Teacher Onizuka)
- Fullmetal Alchemist
- Saint Seiya Omega
- The Boondocks
- Once Upon a Time
- Modern Family

Emissions musicales
- Clipline
- Morning Tubes
- Ultra Tubes / Don't Stop the Music
- MCM sur le dancefloor
- Certifié Classic / Classic Rap
- Hip Hop Classics
- Top 50 / My Top 50
- Ultra Electro / Electro
- Ultra Trendy / Trendy
- #TBT
- #Tonic
- #StreamHit
- E-Top
- Hit MCM
- Hit Us
- Hit Star
- Hit Club
- Hit R'n'B
- Hit Hip-Hop
- Total Metal
- Ultra Metal
- Le jargon de la musique
- Le journal de la musique

Summer Festivals
- Coachella 2018 et 2019
- Lollapalooza Paris 2018

Séries
- Silex and the City
- American Dad
- BoJack Horseman
- Bob's Burgers
- T@gged
- Futurama
- Les Simpson
- Code Quantum
- Les Griffin
- Hartley, cœurs à vif
- Seal Team
- This Is Us
- MacGyver

Magazines
- Cinémascope
- DJ : mode emploi
- Gameblog
- Gamix
- L'œil d'Ayem à Cannes
- Le Burger du Mois
- Joe & Nico
- Pop Life

Divertissement
- Juke Box
- Workaholics
- Startup Heroes
- Kinky & Cosy
- Sleep Tight
- Light as a Feather Le jeu maudit
- The Wildman
- Let's Get Physical
- Ghost Files
- Pop Pop Pidou
- Paranormal Vidéo, émission surnaturel diffusé dans le bloc MCM Horror Show.
- Témoins de l’Étrange, émission surnaturel diffusé dans le bloc MCM Horror Show.
- MCM Zap
- Alien Files
- Tonight Show avec Jimmy Fallon
- The Late Late Show with James Corden
- Listomania
- Dans la vie de...
- Poker chez la voisine
- Miko et Cartan sans surveillance